# Mozart: 31. szimfónia
A No. 31-es D-dúr, „Párizsi” szimfónia (K. 297 (300a)) Wolfgang Amadeus Mozart egyik leghíresebb szimfóniája.

## Keletkezéstörténete
„Mikor Mozart anyjával Párizsba érkezett, még mindig Piccinni volt a nap hőse, Roland című operájával” – írja Hermann Abert. 1778 tavaszán ily módon kevés reménye lehetett a huszonkét esztendős zeneszerzőnek – aki csodagyermek korából is kinőtt már – hogy felhívja magára a szenzációra örökké éhes francia közvélemény figyelmét. Apja ugyan megpróbálta bölcs tanácsokkal ellátni a távolból: többek között a lelkére kötötte a társaságbeli kapcsolatok ápolását, az arisztokrácia befolyásos tagjainál való kötelességtudó tisztelgő látogatásokat is, de Mozart leveleiből kiderül, hogy ezek csupán pénzébe kerültek, javára nemigen szolgáltak. Sokkal nagyobb örömét lelte a Johann Christian Bachhal való viszontlátásban: a londoni kirándulás óta most először találkozott újra régi kedves barátjával és tanítómesterével, aki azért ment át az angol fővárosból Párizsba, hogy egy francia operát komponáljon.
Mozart kompozíciói iránt Párizsban lanyha volt az érdeklődés. Színpadi próbálkozásainak egyetlen eredménye a Les petit riens című balettzene, amelyet Noverre megbízásából ír, ezenkívül egy sorozat hegedű-zongoraszonáta kerül ki alkotói műhelyéből. Sikerélményt alig vitt magával, amikor elhagyta a francia fővárost. Azaz egyetlenegyet mégis: az úgynevezett „párizsi szimfónia” sikerének emlékét.
A D-dúr szimfóniát a Concerts spirituels megbízásából írta 1778 júniusában. A Concerts Spiriutels zenekara a korabeli Európa egyik legjobbja volt, amelyet királyi privilégium támogatott abbeli tevékenységében, hogy a vallási ünnepnapokon, amikor a színházak zárva voltak, a Tuileriák svájci termében hangversenyeket rendezzen. Létszáma jelentősen meghaladta a Salzburgban megszokott zenekarokét. Mozart itt találkozott először a később számára oly fontossá váló klarinétokkal, s bár a szimfónia hangszerelésében alkalmazza őket, óvatosan bánik velük: szerepük nem több szólamkettőzésnél, azt is mély regiszterben teszik, hogy ne ugorjanak ki a hangzó háttérből.
A megbízásnak Mozart haladéktalanul eleget tett, és az elkészült háromtételes szimfóniát június 12-én eljátszotta Sickingen gróf és régi mannheimi barátja, Raaff tenorista előtt. A szűk körű „bemutatóról” így számolt be apjának írt levelében: „Mindkettőjüknek módfelett tetszett. Én magam is nagyon meg vagyok vele elégedve. Hogy sikere lesz-e, nem tudom – őszintén szólva nem nagyon érdekel; végül kiknek nem tetszik majd? Azért a néhány tehetséges franciáért, aki ott lesz, jótállok, nekik tetszeni fog; ami az ostobákat illeti – nem érzem nagy szerencsétlenségnek, ha ezeknek nem tetszik. De van reményem, hogy ezek a szamarak is találnak benne kedvükre valót; egyébként sem mulasztottam el a premier coup d’archet alkalmazását, és ez máris elegendő. Hogy ezek az ökrök ezt milyen fontosnak tartják! Mi az ördög! én nem veszem észre a különbséget – jó, mondjuk, hogy egyszerre kezdenek játszani – éppúgy, mint másutt. Kész röhej.” A vonóknak egyöntetű vezetése Jean-Baptiste Lully híres „24 Violons du Roi” nevű együttesének nagy port felvert vívmánya volt, ami Mozart korában már valóban magától értetődött minden jól diszciplinált együttesnél.
A D-dúr szimfóniával azonban a nyilvános bemutatón is komoly sikert, egyetlen párizsi sikerét aratta Mozart. Erről is részletes tudósítást küldött apjának, beszámolva a próbák vigasztalan siralmasságáról, ami arra az elhatározásra indította, hogy el se menjen a bemutatóra. Végül mégis rászánta magát, azzal, hogy végső soron kiragadja majd a hegedűt a koncertmester kezéből és maga veszi át az együttes vezetését. Erre azonban nem került sor.
„Úrnapján adták elő, nagy sikerrel; ahogy hallom, a Courrier de l'Europe-ban is történt említés róla. Kivételes módon tetszett tehát.” Ezekkel a szavakkal kezdi Mozart 1778. július 3-ai, apjához írott levelét, melyben hosszasan és meglepő részletességgel számol be legújabb művének párizsi sikeréről.
A lassú tétel helyett a párizsi hangversenyrendező másikat kért Mozarttól. „Az Andante nem volt olyan szerencsés, hogy a megelégedését elnyerhette volna – azt mondja, túl sok benne a moduláció – és túl hosszú – de mindez onnan ered, hogy a hallgatók elfelejtettek olyan hangosan és tartósan tapsolni, mint azt az első és utolsó tételnél tették. – Pedig az Andante nekem, valamennyi hozzáértőnek és a legtöbb hallgatónak is nagyon tetszett… teljesen természetes és rövid. De hogy őt (s mint mondja többeket) kielégítsem, írtam egy másikat – a maga nemében mindkettő jó – mindkettő más karakterű. – De az utóbbi még jobban tetszik nekem – alkalomadtán majd elküldöm Magának ezt a szimfóniát…” – írja apjának 1778. július 9-én kelt levelében.
A 22 éves zeneszerző még két hónapig maradt Párizsban, de ezalatt egyetlen művet sem írt, egyetlen újabb bemutatója sem volt.

## Zenéje
A mű háromtételes; francia volta ellenére éppen a menüett hiányzik belőle:
1. Allegro assai
2. Andantino
3. Allegro

„…Raaff mellettem állt, és mindjárt az első Allegro közepén volt egy rész, amelyről előre tudtam, hogy tetszeni fog majd; a hallgatók el voltak ragadtatva és óriási taps volt. – De mivel én tudtam, mikor írtam, hogy ez milyen hatást kelt majd, az egészet megismételtettem, da capo-t csináltunk. Az Andante is tetszett, de különösen az utolsó Allegro. Miután hallottam, hogy itt a záró Allegrók, akárcsak az elsők, valamennyi hangszeren, többnyire unisono kezdődnek, így hát én a kezdetnél csak két hegedűt, piano alkalmaztam, mindössze nyolc ütemen át – majd rögtön egy forte következett, közben a hallgatók (ahogyan ezt vártam) a piano-nál felszisszentek – és rögtön jött a forte. Ahogy a forté-t meghallották, nyomban tapsolni kezdtek. A szimfónia után örömömben nyomban a Palais Royalba mentem, ettem egy jó fagylaltot, elimádkoztam a rózsafüzért, amint azt megfogadtam, és hazamentem, mint ahogy egyébként is otthon vagyok a legszívesebben”
Mozart hallatlan tudatossággal alkalmazta a francia zenére vonatkozó ismereteit, és racionálisan számította ki, miként képes a zenéjével hatni a közönségre. A francia zenekarok büszkesége volt a számukra írt szimfóniák kezdő- és zárótételeinek jellegzetessége, a tételt indító tökéletesen együtt kivitelezett premier coup d’archet, azaz a teljes zenekar unisono indulása, melynek során minden vonós egyszerre kezd. Láttuk, hogy Mozart a zárótételben ezzel a hagyománnyal megy szembe, amit azért tehet meg, mert a nyitótételt éppen a hagyomány szellemében indítja.

## Érdekesség
A levelekből nem derül ki, hogy a bemutató napján még mi hangzott el a mű mellett. Neal Zaslaw a Mozart szimfóniái: Kontextus, Előadási gyakorlat, Befogadás című könyvében ismerteti kutatásait, és a következő lehetséges műsort állította össze (a sorrend lényegtelen):
- Párizsi szimfónia – premier
- Egy olasz ária (Mme. Saint-Huberti énekelt)
- Fagottverseny (Destouches tolmácsolásában)
- Gossec egy kétszólamú motettája (Chéron és Le Gros énekeltek)
- Csellószonáta (Jannson előadásában)
- Hegedűverseny (Mlle. Deschamps közreműködésével)
- Non so d’onde viene, Johann Christian Bach áriája (Raaff énekelt)
- Christoph Willibald Gluck egy olasz áriája (Mme. Saint-Huberti előadásában)
- Suzanne (oratórium), Bambini szerzeménye – premier